# Jacob Fox
Jacob Fox (né en 1984 en tant que Jacob Licht) est un mathématicien américain qui travaille en combinatoire.
Fox étudie au Massachusetts Institute of Technology (MIT) à partir de 2002 ; il obtient un bachelor en 2006 et un Ph. D. en 2010 à l'université de Princeton sous la direction de Benjamin Sudakov (Benny Sudakov) (tite de la thèse : Ramsey Numbers). Il retourne ensuite au MIT, où il devient en 2010 professor assistant et en 2014 professeur titulaire ; depuis 2015 il est professeur à l'université Stanford.

## Travaux
Ses intérêts de recherche comprennent la théorie combinatoire des nombres, la théorie de Ramsey, la théorie extrémale des graphes et d'autres domaines de la théorie des graphes, les méthodes algébriques et probabilistes en combinatoire, la géométrie combinatoire et les applications de la combinatoire à l'informatique. Il a reçu prix Dénes Kőnig en 2010 pour ses progrès (réalisés en partie avec Benny Sudakov et David Conlon) dans la détermination de nombres de Ramsay.
Il obtient le prix Oberwolfach en 2016 pour son article avec Benny Sudakov sur l'amélioration des bornes pour les nombres de Ramsay d'hypergraphes et surtout pour ses contributions concernant les résultats de régularité comme le lemme de régularité de Szemerédi qui a de nombreuses applications en théorie des graphes et plus généralement en combinatoire et en informatique; ce lemme dit qu'un graphe assez grand peut être décomposé en deux graphes de même taille approximativement tels que les arêtes entre sommets des deux graphes sont répartis presque aléatoirement. Une des conséquences du lemme de régularité est le Graph Removal Lemma : dans tout graphe à n sommets qui contient au plus {\displaystyle O(n^{h})} copies d'un graphe fixé H de h arêtes, on peut supprimer ces copies par la suppression d'au plus {\displaystyle O(n^{2})} arêtes. Ce dernier lemme a des applications en combinatoire additive, en géométrie discrètes et en informatique.
Fox a donné une nouvelle démonstration du Graph Removal Lemma qui n'utilise pas le lemme de régularité de Szemerédi, et qui donne de plus de meilleurs estimations quantitatives. Avec David Conlon et Yufei Zhao, Fox a donné une démonstration simple d'une version améliorée du théorème de Szemerédi relatif, un argument important dans la démonstration du théorème de Ben Green et Terence Tao sur les nombres premiers dans des progressions arithmétiques arbitrairement longues. L'emploi de ce résultat simplifie la démonstration du théorème de Green-Tao et de la technique de densification employée ; il a aussi été utilisé par Tao et Tamar Ziegler dans la démonstration de l'existence de nombres premiers dans les progressions polynomiales.

## Prix et récompenses
- En 2002 il obtient le 2e prix du Intel Science Talent Search et le 1er prix à la Intel International Science and Engineering Fair.
- En 2006, il obtient, encore undergraduate le prix Morgan pour une série de publications[6].

- En 2010 il obtient le prix Dénes Kőnig[7] de la SIAM.
- En 2012 il est lauréat du Edmund F. Kelly Research Award du MIT.
- De 2013 à 2015 il est Sloan Fellow, de 2010 à 2013 MIT Simons Fellow et depuis 2013 Packard Fellow.
- En 2014 il obtient un Presidential Early Career Award for Scientists and Engineers de la National Science Foundation.
- En 2014 il est conférencier invité au Congrès international des mathématiciens à Séoul (The graph regularity method: variants, applications, and alternative methods).
- En 2016 il reçoit le prix Oberwolfach

Il est conférencier des Ahlfors Lectures à Harvard en 2015 et en 2016 une Marston Morse Lecture à l'Institute for Advanced Study. En 2010 il entre dans le comité éditorial du Journal of Graph Theory et en 2014 du Journal of Combinatorial Theory Série A.

## Publications (sélection)
- « A new proof of the graph removal lemma », Annals of Mathematics, vol. 174,‎ 2011, p. 561–579 (arXiv 1006.1300).
- avec David Conlon, « Graph removal lemmas », Surveys in Combinatorics, Cambridge University Press,‎ 2013, p. 1-50 (arXiv 1211.3487).
- avec Benny Sudakov, « Density theorems for bipartite graphs and related Ramsey-type results », Combinatorica, vol. 29,‎ 2009, p. 153–196 (arXiv 0707.4159).
- avec Mikhaïl Gromov, Vincent Lafforgue, Assaf Naor et János Pach, « Overlap properties of geometric expanders », Journal für die reine und angewandte Mathematik, vol. 671,‎ 2012, p. 49-83 (arXiv 1005.1392).
- avec David Conlon et Benny Sudakov, « Hypergraph Ramsey numbers », Journal of the American Mathematical Society, vol. 23,‎ 2010, p. 247–266 (arXiv 0808.3760).
- avec Benny Sudakov, « Dependent random choice », Random Structures and Algorithms, vol. 38,‎ 2011, p. 68–99 (arXiv 0909.3271).
- avec David Conlon, « Bounds for graph regularity and removal lemmas », Geometric and Functional Analysis, vol. 22,‎ 2012, p. 1191–1256 (arXiv 1107.4829).
- avec David Conlon et Benny Sudakov, « An approximate version of Sidorenko’s conjecture », Geometric and Functional Analysis, vol. 20,‎ 2010, p. 1354–1366 (arXiv 1004.4236).
- avec David Conlon et Yufei Zhao, « A relative Szemeredi Theorem », Geometric and Functional Analysis, vol. 25,‎ 2015, p. 733–762 (arXiv 1305.5440).
- avec David Conlon et Benny Sudakov, « Recent developments in graph Ramsey theory », Surveys in Combinatorics, Cambridge University Press,‎ 2015, p. 49-118 (DOI 10.1017/CBO9781316106853.003, arXiv 1501.02474).